# Dimitris Michalopoulos
Dimitris Michalopoulos (Athén, 1952. május 1. –) görög történész, aki Georges Castellan tanítványa volt, aki francia szakember volt Ausztria-Magyarország történetében. Ezért Dimitris Michalopoulos professzorának hatására megkezdte a görögországi szláv és magyar bevándorlás tanulmányozását.

## Élete
Athénban született (1952), az Athéni Olasz Iskolában tanult (1964-1970), az athéni Nemzeti Egyetemen (1970-1974) majd Párizsban, az École Pratique des Hautes Études és az École des hautes études en sciences sociales rendezvényeken. 1978-ban egy zsűri kikiáltotta a gazdaság- és társadalomtörténet doktorává, amelynek elnöke Georges Castellan volt. 1980 és 1982 között a Görög Köztársaság elnökének (Konstantinos Karamanlis) levéltárának kurátora volt.1982 és 1994 között Balkán és diplomáciai történelmet tanított a Szaloniki Arisztotelész Egyetemen. 1990-ben Athén város múzeumának igazgatójává választották. Ezt a posztot 2000-ig töltötte be. Sőt, katonai történelmet tanított a görög Haditengerészeti Főiskolán (1990-1997), és haditörténetet tanított hazája Tengerészeti Akadémián (1994-1997). 2002-ben és 2003-ban a Görög Népbarátok Társaságának tudományos tanácsadója volt. 2004-ben kinevezték az "Eleutherios Venizelos és korszaka Tanulmányi Intézetének" igazgatójává.Most a Piraeus Görög Tengerészeti Történeti Intézet tudományos tanácsadója, és az Athéni Népi Egyetemen oktatja a Balkán történelmét.

## Kutatás
Georges Castellan vezetésével és Christopher Woodhouse-val akadémiai kapcsolatban állt a középkorban a Görögországba irányuló külföldi bevándorlások tanulmányozásához. Így azt állította, hogy Jakob Fallmerayer tézisei a görögországi szláv és albán településekről helyesek. Ezenfelül hallgatólagosan egyetért Konstantinos Paparrigopoulos, Görögország nemzeti történésze. Természetesen az újonnan érkezőket főként az Ortodox Egyháznak köszönhetően asszimilálták. Helyes a tézis a vallák görögországi bevándorlásával kapcsolatban is. Most a magyar bevándorlásokat tanulmányozza. Ugyanis nagyon sok magyar eredetű személy- és helynév található, például Domokos, Patak és így tovább. Sőt, Mantzar néven számos családnév létezik, amelynek etimonja a török Mancar (= Magyar) kifejezés.

## Publikációk
- Greek Vessels of the Middle Ages, Athens: Europe Publishing, ISBN 960-253-028-6
- Fallmerayer et les Grecs, Istanbul: Les Éditions Isis, 2011
- Les Argonautes, Paris: Éditions Dualpha, 2013, ISBN 9782353742516
- The Evolution of the Hellenic Mercantile Marine through the Ages, The Piraeus: Institute of Hellenic Maritime History, 2014, ISBN 978-618-80599-0-0
- La révolution grecque de 1862 et l'insurrection crétoise de 1866. Conséquences politiques et complications diplomatiques, Istanbul: Les Éditions Isis, 2016, ISBN 978-975-428-560-4
- Le Vieillard de Morée. Essai sur l'histoire des Grecs et leurs indépendance, Istanbul: Les Éditions Isis, 2017, ISBN 978-975-428-587-1
- Homer's Odyssey beyond the Myths, The Piraeus: Institute of Hellenic Maritime History, 2016, ISBN 978-618-80599-3-1
- L'Odyssée d'Homère au-delà des mythes, Le Pirée: Institut d'Histoire Maritime Hellène, 2016, ISBN 978-618-80599-2-4
- Philia's Encomion. Greek Turkish Relations in the 1950s, Istanbul: The Isis Press, 2018, ISBN 978-975-428-606-9
- "Débris d'un monde d'antan", La Mer toujours, Guimaec: Éditions le Cormoran, 2019, ISBN 978-2-916687-27-8     (oldalakat 31-46)
- America, Russia and the Birth of Modern Greece, Washington-London: Academica Press, 2020, ISBN 9781680539424

## Külső linkek
1. http://www.academie-arts-sciences-mer.fr/FR/portfolio/dimitris-michalopoulos/
2. https://orcid.org/0000-0001-7496-8872
3. https://data.bnf.fr/en/16921998/di_mi__tri_s_michalopoulos/
4. http://id.loc.gov/authorities/names/n82150928
5. https://isni.org/isni/0000000108888591
6. http://viaf.org/viaf/37321761
7. https://osdelnet.gr/contributors/1074587#all
8. https://www.babelio.com/auteur/Dimitris-Michalopoulos/567227